# サッカーボールキック
サッカーボール・キックは、プロレス、総合格闘技で用いられる蹴り技の一種である。

## 概要
グラウンド状態や座っている相手に対してサッカーボールを蹴るが如く足の甲でキックを放つ。プロレスでは顔面、胸、背中、総合格闘技では頭部を狙うことが多い。
プロレスでは応用技として助走しながら繰り出すランニング式がある。
総合格闘技では、この攻撃が許可されているルールではグラウンド状態で一瞬の気も抜けないため、スリリングで緊張感のある試合が展開される。そのため、格闘技を見るコアなファンからの人気が高い反面、この攻撃は非常に強力かつ危険で、場面によっては残虐な印象を与える技であるため禁止している団体もある。PRIDEでは当初、禁止技であったが「PRIDE.13」のルール改正以降に使用解禁となった。UFC、Bellator、ONEなどでは禁止技となっている。

## 主な使用者
- 天龍源一郎 - 容赦無く相手の顔面を蹴る。
- 川田利明
- 高山善廣
- 佐野巧真
- 鈴木みのる
- 船木誠勝
- 永田裕志
- 金本浩二
- 田中稔
- 望月成晃
- モハメド・ヨネ
- 藤田和之 - 容赦無く相手の頭部を蹴る。
- 佐々木貴
- 土方隆司
- 柴田勝頼
- KENTA
- 杉浦貴
- 佐藤耕平
- 崔領二
- 木高イサミ
- HARASHIMA
- 中嶋勝彦
- 橋本和樹
- 橋本大地
- 藤本つかさ
- スタン・ハンセン
- ランディ・オートン
- ザック・セイバーJr.
- ドラゴン・リー（2代目）
- クリス・リッジウェイ
- 矢地祐介
- 大原樹理
- 上迫博仁 - サカボマスターの異を持つ。
- 斎藤裕
- 朝倉海
- 白川陸斗
- 井上直樹
- 弥益ドミネーター聡志
- 関根“シュレック”秀樹
- 萩原京平
- 扇久保博正
- 皇治
- 三浦孝太
- ヴァンダレイ・シウバ
- ヒカルド・アローナ
- ムリーロ・ニンジャ
- マウリシオ・ショーグン
- パトリッキー・ピットブル

## プロレスにおける派生技
顔面爪先蹴り
天龍源一郎のオリジナル技。うつ伏せになった相手の頭を、つま先で蹴り飛ばす。
ステップ・キック
川田利明のオリジナル技。前屈みになった相手の左サイドに移動して相手の頭を右手で掴み、右足を小刻みに振り上げて相手の顔面を足の甲で何度も蹴り上げる。
ランニング顔面蹴り
川田利明のオリジナル技。助走して尻餅をついた相手に振り抜いた右足の甲で相手の顔面を蹴り飛ばす。
PK（ペナルティー・キック）
柴田勝頼のオリジナル技。相手をスリーパー・ホールドで締め落として尻餅をつかせたあと助走して相手の胸板にサッカーボールを蹴るかの如くキックを叩き込む。
FK（フリー・キック）
柴田勝頼のオリジナル技。相手がいかなる状態にいるかに関わらず相手を強引に助走して蹴り上げる。
GK（ゴール・キック）
柴田勝頼のオリジナル技。助走して、うつ伏せになった相手の頭目掛けてサッカーボールを蹴るかの如くキックを叩き込む。
G2PK（ゴー・ツー・ペナルティー・キック）
柴田勝頼のオリジナル技。相手をgo 2 sleepの要領で顔面に膝蹴りを見舞って背後にあるロープをあずけて反動をつけて体を起こそうとする相手の胸板にサッカーボールを蹴るかの如くキックを叩き込む。
パント・キック
ランディ・オートンのオリジナル技。相手を倒してコーナーまで一旦後退して距離をとって相手が体を起こそうとするのを待ち構えて四つん這いになった相手に助走をつけて近づいて相手の顔面を蹴り上げる。
go 2 sleepy hollow
ハロウィックのオリジナル技。相手をgo 2 sleepの要領で体を正面に投げ捨てながら右足を振り上げて落下してきた相手の腹部を右足の甲で蹴り上げる。